# Jamie Carragher
James Lee Duncan „Jamie“ Carragher (* 28. Januar 1978 in Bootle) ist ein ehemaliger englischer Fußballspieler. Er stand beim FC Liverpool unter Vertrag und war der Vizekapitän hinter Steven Gerrard. Er entstammte der Jugendabteilung des FC Liverpool und war der dienstälteste Akteur im Profikader des Vereins in der Saison 2012/13. In der englischen Nationalmannschaft konnte er sich jedoch nie dauerhaft einen Stammplatz erarbeiten und kam mit 38 Länderspielen auf vergleichsweise wenige Einsätze.
Nachdem Gérard Houllier ihn in seinen Anfangsjahren zumeist als Außenverteidiger eingesetzt hatte, agierte er später unter Rafael Benítez im Zentrum der Defensive als Innenverteidiger.

## Vereinskarriere

### Die ersten Jahre in Liverpool (bis 2004)
Als junges Talent besuchte Jamie Carragher die ehemalige Akademie des englischen Fußballverbands FA in Lilleshall und gewann 1996 mit der Jugendmannschaft des FC Liverpool – gemeinsam mit Michael Owen – den FA Youth Cup. Im Oktober desselben Jahres unterzeichnete er bei den „Reds“ seinen ersten Profivertrag und kam drei Monate später, am 8. Januar 1997, im Halbfinalrückspiel des Coca-Cola-Cups gegen den FC Middlesbrough erstmals zum Einsatz. Dabei wurde er für Rob Jones eingewechselt. Drei Tage später debütierte er auch in der Premier League, als er gegen West Ham United ein weiteres Mal eingewechselt wurde. In der nächsten Partie gegen Aston Villa stand Carragher erstmals in der Startformation und schoss in diesem Heimspiel zugleich sein erstes Pflichtspieltor.
Während der Saison 1998/99 hatte sich Carragher mittlerweile als Stammspieler empfohlen, und als vielversprechendes Talent kam er schließlich auch in der Spätphase der Spielzeit zu seinem ersten Länderspiel. Während dieser Zeit wechselte seine Position häufig, und neben der Innenverteidigung spielte er sowohl als linker oder rechter Abwehrspieler und auch im defensiven Mittelfeld. Dadurch erarbeitete er sich primär einen Ruf als „Lückenfüller“, und der fehlende Bezug zu einer fixen Position sollte sich im weiteren Verlauf seiner Karriere als negativ hinsichtlich seiner Chancen in der „ersten Elf“ auswirken. In der Spielzeit 1999/2000 agierte er zumeist als Rechtsverteidiger und wechselte in der Saison 2000/01 auf die linke Abwehrseite. Durch seine Zuverlässigkeit und schnörkellose Spielweise hatte er sich zu dieser Zeit bei den eigenen Anhängern einen hohen Anerkennungsstatus erarbeitet.
Am 27. Januar 2002 erregte Carragher öffentliche Aufmerksamkeit, als er bei einer FA-Cup-Partie gegen den FC Arsenal eine aus der Menge auf das Spielfeld geschleuderte Münze in die Zuschauerränge zurückwarf. Dafür erhielt er die rote Karte und wurde im Anschluss vom englischen Fußballverband gesperrt. Nach dem Ende der Saison verpasste er eine Teilnahme an der WM 2002, da er zu diesem Zeitpunkt am lädierten Knie operiert werden musste. Dieser Eingriff sorgte dann auch dafür, dass er in den ersten zwei Monaten in der Spielzeit 2002/03 pausieren musste. Nach der Verpflichtung des Norwegers John Arne Riise als Linksverteidiger spielte Carragher zu dieser Zeit zumeist auf der rechten Abwehrseite. Als dann im Sommer 2003 der offensiver ausgerichtete rechte Außenverteidiger Steve Finnan vom FC Fulham verpflichtet worden war, wurde ein Konkurrenzkampf zwischen Finnan und Carragher um die Position erwartet, der aber bereits im fünften Saisonspiel vorzeitig entschieden wurde. In der Partie gegen die Blackburn Rovers im Ewood Park brach sich Carragher am 13. September 2003 im Zweikampf mit Lucas Neill ein Bein und fiel vier Monate aus. Nach dieser Zeit, die durch heftige Wortgefechte zwischen Liverpools Trainer Gérard Houllier und Blackburns sportlichem Leiter Graeme Souness aufgrund des harten Foulspiels und der ausbleibenden Entschuldigung begleitet wurden, agierte Carragher noch in 24 Pflichtspielen.

### Wechsel in die Innenverteidigung (2004–07)
Die Saison 2004/05 markierte anschließend einen Meilenstein in der Karriere von Jamie Carragher. Der neue Trainer Rafael Benítez verschob ihn in die Innenverteidigung, wo Carragher an der Seite des Finnen Sami Hyypiä in 56 Spielen zum Einsatz kommen sollte. Damit wurde er Teil eines in Europa angesehenen Verteidigerduos und streifte somit seinen „Notnagel“-Ruf in Bezug auf den Vereinsfußball endgültig ab. In dieser Konstellation gewann der FC Liverpool mit der Champions League den renommiertesten Vereinstitel in Europa und Carragher wurde für seine Leistungen am Saisonende mit dem Titel „Liverpools Spieler des Jahres“ ausgezeichnet. Am 8. Juli 2005 unterzeichnete er in Liverpool – wie auch Steven Gerrard – einen neuen Vierjahresvertrag, und nur kurze Zeit später, am 26. Juli 2005, schoss er in der zweiten Qualifikationsrunde für die kommende Champions-League-Serie gegen den litauischen Meister FBK Kaunas sein erstes Tor nach sechs Jahren (und dritten Treffer insgesamt). Im Supercup gegen den UEFA-Pokal-Sieger ZSKA Moskau vertrat Carragher am 26. August 2005 den verletzten Gerrard als Mannschaftskapitän und führte sein Team in Monaco zu einem 3:1-Erfolg.
Am 13. Mai 2006 absolvierte er mit dem FA-Cup-Endspiel gegen West Ham United bereits sein zehntes Finale in zehn Jahren. Dort schoss er zwar in der 21. Minute ein Eigentor, jedoch gewann seine Mannschaft die Partie am Ende mit 6:4 nach Elfmeterschießen. Am 9. Dezember 2006 erzielte Carragher in Anfield gegen den FC Fulham sein erstes Ligator seit dem 16. Januar 1999, was aufgrund der Seltenheit bei den eigenen Anhängern ausgiebig gefeiert wurde. Beim Halbfinalrückspiel in der Champions League gegen den FC Chelsea stellte Carragher am 1. Mai 2007 einen neuen Vereinsrekord in Bezug auf die meisten Europapokalspiele auf. Mit seinem 90. europäischen Einsatz übertraf er die vormalige Bestmarke von Ian Callaghan, der zwischen 1964 und 1978 in 89 Europapokalspielen für den FC Liverpool agiert hatte. Im Anschluss an dieses Chelsea-Spiel wurde er zum „Man of the Match“ gewählt, und am Ende der Spielzeit erhielt Carragher erneut die Ehrung zum besten Liverpooler Akteur.

### Letzte Jahre (2007–2013)
Nach der Unterzeichnung eines neuen Vierjahresvertrags am 4. Juni 2007 überschritt Carragher in der Saison 2007/08 die „500-Pflichtspiele-Grenze“ in Liverpool, was vor ihm nur elf weiteren Fußballern gelungen war. Sportlich brachten die nächsten drei Jahre bis zum Ende der Saison 2009/10 keine weiteren Titel ein, und auch die Leistungen des nun über 30-Jährigen waren gegen Ende der 2000er-Jahre öfter Gegenstand von Kritik – neben der mangelnden Torgefährlichkeit galt er als „zu langsam“. Speziell mit einer guten Leistung gegen den Titelverteidiger Manchester United gewann er am 25. Oktober 2009 in der öffentlichen Kritik Kredit zurück und hatte im Dezember 2008 und Januar 2009 als rechter Außenverteidiger während der Verletzung von Álvaro Arbeloa mit Flankenbällen von der Seite für eine Reihe von Torchancen vor dem gegnerischen Gehäuse gesorgt.
Am 7. Februar 2013 erklärte Jamie Carragher, dass er seine Karriere mit Ablauf der Saison 2012/2013 beenden werde.

## Nationalmannschaft
Bevor er seinen ersten Profivertrag beim FC Liverpool unterzeichnet hatte und vor seinem ersten Ligaeinsatz, war Carragher bereits im Jahre 1996 zu seinem ersten Länderspiel für die englische U-21-Nationalmannschaft gekommen. Als defensiver Mittelfeldspieler entwickelte er sich dort schnell zum Stammspieler und wurde schließlich Kapitän dieser Auswahl. Bis zum Jahr 2000 kam er auf 27 Länderspiele und wurde damit zum Rekordnationalspieler der englischen U-21 – diesen Rekord übertraf erst der Torhüter Scott Carson im Jahre 2007.
Am 28. April 1999 kam er gegen Ungarn auch in der englischen A-Nationalmannschaft zu seinem ersten Länderspiel und wurde beim 1:1-Remis eingewechselt. Sein erstes Spiel von Beginn an folgte erst am 15. August 2001 bei einer 0:2-Heimniederlage gegen die Niederlande an der White Hart Lane. Nachdem er bei der WM-Endrunde in Japan und Südkorea im folgenden Jahr verletzungsbedingt hatte passen müssen, stand er zwei Jahre später im englischen Aufgebot für die Euro 2004 in Portugal. Dort kam er jedoch nicht zum Einsatz und zog dabei im ersten Gruppenspiel gegen Frankreich im Kampf um den noch vakanten vierten Abwehrplatz gegenüber Ledley King den Kürzeren.
Auch zur WM 2006 in Deutschland wurde Carragher in den Kader berufen, stand dort jedoch zunächst nicht in der Startelf. Als sich schließlich Gary Neville verletzte, rückte er zum zweiten Gruppenspiel gegen Trinidad und Tobago in die Mannschaft. Zu den Ausscheidungsspielen verlor er diesen Platz jedoch wieder. Im Achtelfinale gegen Ecuador wurde er beim Stand von 1:0 spät zur Sicherung des Sieges für Joe Cole eingewechselt, und im Viertelfinale gegen Portugal diente seine Einwechslung in der 119. Minute für Aaron Lennon der Erhöhung der Chancen Englands beim Elfmeterschießen, da er als sicherer Strafstoßschütze galt. Er scheiterte jedoch im Duell an Portugals Torhüter Ricardo und England schied aus.
Auch in der englischen Nationalmannschaft sorgte die Vielseitigkeit Carraghers dafür, dass er sowohl als Innen-, Rechts- und Linksverteidiger sowie als defensiver Mittelfeldspieler verwendet wurde. Da Trainer Sven-Göran Eriksson zumeist aus John Terry, Rio Ferdinand und Sol Campbell zwei Innenverteidiger wählte, kam Carragher dort jedoch nur selten zum Zuge. Vielmehr fand er seine Verwendung häufig auf der rechten Abwehrseite als Ersatzspieler von Gary Neville – die Rolle, die er schließlich auch zeitweise bei der WM 2006 in Deutschland ausübte. Im defensiven Mittelfeld vertraute Eriksson – wenn er die Position explizit belegte – zumeist auf Owen Hargreaves.
Nachdem im Anschluss an die WM-Endrunde bereits über ein vorzeitiges Nationalmannschaftsende von Carragher spekuliert worden war, bestätigte Carragher im Vorfeld des Freundschaftsspiels gegen Deutschland, dass er bereits zwei Gespräche mit dem neuen Trainer Steve McClaren geführt hatte und bis zu der anstehenden Partie eine Entscheidung herbeizuführen beabsichtigte. Er gab schließlich im Sommer 2007 seinen Rückzug von der Nationalmannschaft bekannt und lehnte Überredungsversuche von McClaren ab. Als wesentlicher Grund für diese Entscheidung galt seine Unzufriedenheit darüber, dass er unter mehreren englischen Nationaltrainern auf der zentralen Abwehrposition nie als „erste Wahl“ galt und über den Status als Ergänzungsspieler entlang der Viererabwehrkette und im defensiven Mittelfeld nicht hinaus kam.
Aufgrund der Verletzungsprobleme in der Verteidigung der englischen Nationalmannschaft, stimmte Carragher einer Wiedereinberufung in den vorläufigen 30-Mann-Kader für die Fußball-Weltmeisterschaft 2010 zu. Schließlich wurde er auch für den endgültigen 23-Mann-Kader nominiert. Bei der WM kam er in zwei Gruppenspielen zum Einsatz. Danach erklärte er abermals seinen Rücktritt, um sich vollständig dem FC Liverpool zu widmen.

## Erfolge
- UEFA Champions League: 2005
- Europäischer Supercup: 2001, 2005
- UEFA-Pokal: 2001
- Englischer Pokal: 2001, 2006
- Englischer Ligapokal: 2001, 2003, 2012
- FA Community Shield: 2006
- FA Youth Cup: 1996

## Wissenswertes
- Am 20. Januar 2007 absolvierte Carragher für den FC Liverpool sein 450. Spiel. In Anerkennung für seine zehnjährigen Dienste im Verein – bezogen auf alle Wettbewerbe – erhielt er ein „Testimonial Match“ (eine Art persönliches Benefizspiel) gegen den damals amtierenden Meister FC Chelsea.
- Im September 2010 fand ein weiteres Testimonial Match zu Ehren Carraghers statt. Diesmal traf man auf den FC Everton. Für das Spiel wurden auch einige ehemalige Spieler des FC Liverpool eingeladen. Neben Michael Owen nahmen unter anderem auch Jerzy Dudek, Luis Garcia, Danny Murphy und Emile Heskey teil. Das Spiel endete 4:1 für den FC Liverpool, wobei Carragher zwei Elfmeter verwandelte, einen davon für den FC Everton.[6]
- In einer Online-Umfrage zur Wahl des besten Spielers in der Geschichte des FC Liverpool (“100 Players Who Shook The Kop”) kam Carragher auf den sechsten Rang und erreichte somit die beste Platzierung eines Abwehrspielers.
- Sowohl der Nationalmannschaftskollege John Terry als auch der ehemalige italienische Kapitän Franco Baresi bezeichneten Carragher als Europas besten Abwehrspieler.

## Autobiographie
- Carra: My Autobiography. London: Bantam Press, 2008, ISBN 978-0-593-06102-2